# Hana Financial Group
Hana Financial Group ist ein südkoreanisches Unternehmen mit Firmensitz in Seoul.
Das Unternehmen bietet Finanzdienstleistungen verschiedener Art für seine Kunden an. Zur Hana Financial Group gehört neben der Hana Bank als bedeutendstes Tochterunternehmen unter anderem die Daehan Investment & Securities Company.
Die Hana Financial Group ist nach der Kookmin Bank und der Woori Bank die drittgrößte Bankengruppe in Südkorea.